# Антон Штольберг-Вернігеродський
Антон Штольберг-Вернігеродський (нім. Anton zu Stolberg-Wernigerode; 23 жовтня 1785, Вернігеродський замок, Вернігероде — 11 лютого 1854, Берлін) — головний міністр у Магдебурзі, був губернатором у прусській провінції Саксонія та прусським державним міністром.

## Життєпис
Граф Антон Штольберг-Вернігеродський був четвертим сином правлячого графа Крістіана Фредеріка Штольберг-Вернігеродського і графині Огюст Елеонор з Штольберг-Штольберг. Народився в Вернігеродському замку. Вступив на прусську військову службу в 1802 році, та брав участь у частині наполеонівських воєн, виступаючи генерал-лейтенантом і командувачем 27-го полку Лендвера.
Граф Антон цу Штольберг-Верніґероде помер у 1854 році, та був похований на кладовищі його родини у Вернігероде. Сімейний склеп був спроектований Фрідріхом Августом Штюлером.